# Movimiento Revolucionario de Trabajadores
El Movimiento Revolucionario de Trabajadores (MRT; en portugués Movimento Revolucionário de Trabalhadores) es una organización política brasileña de extrema izquierda trotskista surgida en 2015. Forma parte de la Fracción Trotskista - Cuarta Internacional.

## Historia

### Orígenes
Surgió a fines de los años 90 como el grupo Estrategia Revolucionaria, un grupo propagandístico que tiene, tras ser expulsados del PSTU, el objetivo de hacer un periódico obrero abierto a los trabajadores reivindicando la tradición de Lenin y Trotski. Fueron opositores al gobierno de Lula y críticos con otros partidos como el mismo PSTU. Estuvieron presentes en la huelga de 2000 de la USP, entre 2000 y 2002, en el movimiento anticapitalista conformaron un bloque que colocaba la necesidad de la alianza de la juventud con la clase obrera; en 2004, fueron parte de la lucha de los químicos de Flakepet en la ocupación de fábrica en Itapevi. En su segunda conferencia nacional, el grupo ER decidió convertirse en la Liga Estrategia Revolucionaria - Cuarta Internacional (LER-QI).

### Como LER-QI

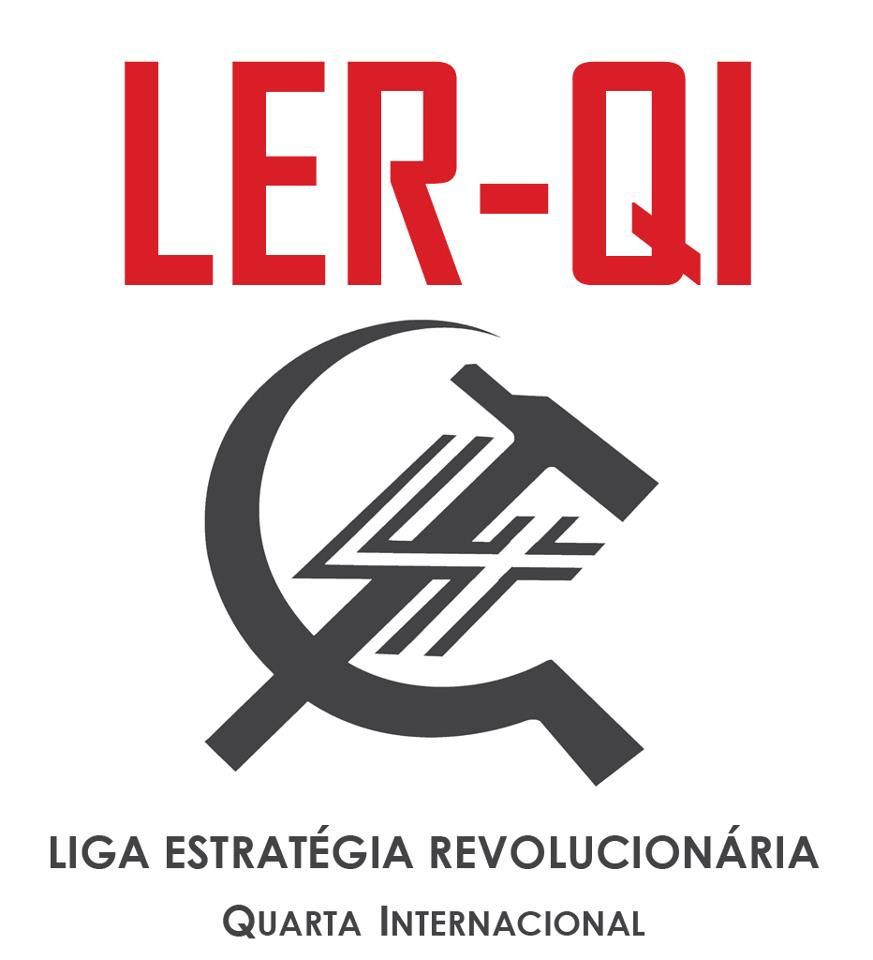
Viejo logo de la Liga Estrategia Revolucionaria (2004-2015)

Frente a las elecciones de 2006, la LER-QI llamó a votar en blanco por considerar que ninguna opción representaba una alternativa para los trabajadores. En su primer congreso en 2007, analizaron críticamente el proceso de crecimiento económico de Brasil, resaltando la forma en que este crecimiento se estaba dando. La LER-QI tuvo una participación en la ocupación de la rectoría de la USP de 2011 cuando estudiantes en asamblea ocuparon la sede, y argumentó que hubo manipulación de la mesa moderadora y cierre inadecuado de los debates. Tras la ocupación, participaron en las elecciones sindicales bajo la lista 27 de Octubre que obtuvo 503 votos (3.8%). En 2013 fueron partícipes de las movilizaciones juveniles del movimiento #PasseLivre ese año denunciando el papel que estaban teniendo tanto el PT como los otros partidos en los casos de corrupción, a la vez que se delimitaron de manifestaciones tipo black bloc por considerar su método como inadecuado. Durante 2014 fueron partícipes del movimiento Nao vai ter copa (no va a haber copa), así como también de las huelgas de ese año, donde desde la USP obtuvieron una resolución victoriosa en defensa de la gratuidad de la educación, así como también entre los recolectores de basura. Debido a las intervenciones en las movilizaciones de esos años, la LER-QI sesionó en su V Congreso extraordinario en 2015 y resolvió cambiarse de nombre para denominarse Movimiento Revolucionario de Trabajadores.

### Como MRT
El MRT votó en su primer congreso en julio de 2015 una petición para entrar en el Partido Socialismo y Libertad (PSOL), misma que generó muestras de apoyo en redes, así como también entre las corrientes internas de ese partido. Sin embargo, su entrada fue denegada por el congreso del PSOL; a pesar de ello, el MRT participó en las elecciones municipales de Río de Janeiro de 2016 en listas con el PSOL, en las cuales contendieron en São Paulo, Santo André, Río de Janeiro, Campinas y Contagem. Frente a las elecciones presidenciales llamaron nuevamente a votar en blanco, pero con el proceso de destitución a Dilma Rousseff, el MRT llamó a la conformación de una asamblea constituyente, así como a rechazar tanto el golpe institucional de la derecha como los ataques y recortes de Dilma y el PT, entendiendo el proceso como parte del "fin de ciclo" de lo que ellos denominaron los gobiernos "posneoliberales". Tras la imposición de Michel Temer, fueron partícipes de las movilizaciones en su contra y llamaron a la coordinación de un paro general. Recientemente denunciaron la militarización de Río de Janeiro y el asesinato de la dirigente del PSOL Marielle Franco.
Actualmente tiene presencia en la Universidad de São Paulo, en el Sindicato de Metroviarios de São Paulo y en Río de Janeiro, publica la revista Ideias de Esquerda, tiene la casa editorial Ediciones Iskra, impulsa la agrupación Pão e Rosas y la agrupación de negros Quiombo Vermelho y edita desde 2015 el diario digital Esquerda Diário, que es de los medios más leídos en Brasil.

## Resultados Electorales

### Elecciones municipales
|  | 0,05 % |

|  | 0,44 % |

|  | 0,22 % |

|  | 0,19 % |

|  | 0,06 % |

### Elecciones estatales
|  | 0,01 % |

|  | 0,01 % |

### Elecciones federales
|  | 0,01 % |

|  | 0,01 % |